# Аваков, Арсен Георгиевич
Арсе́н Гео́ргиевич Ава́ков (род. 28 мая 1971, Душанбе) — советский, таджикский и российский футболист — защитник, нападающий, выступал за сборную Таджикистана.
Воспитанник душанбинского футбола. Первый тренер — Степан Константинович Бурлачко. Сначала играл за дубль «Памира», затем — за основную команду. В 1991 году провёл семь матчей в высшей лиге последнего чемпионата СССР. В 1992 году провёл матч 1/2 финала Кубка СССР/СНГ против ЦСКА в Москве.
Перебрался на Украину транзитом через московский «Локомотив», когда из-за военных действий в Таджикистане большая группа игроков «Памира» уезжала в Россию — у приглашавшего его к себе в команду Юрия Сёмина уже было достаточно игроков из «первой волны», в связи с чем Аваков был рекомендован находившемуся тогда в Москве президенту шепетовского «Темпа» Джумберу Нишнианидзе.
Играл на позиции защитника ещё со времён «Памира», где по причине высокой конкуренции в линии нападения был переведён в оборону. В «Темпе» Леонидом Ткаченко переводился в линию атаки уже из-за нехватки форвардов, при этом, по словам Авакова, ему самому больше нравилось играть в защите. В «Торпедо» Запорожье переходил правым защитником (причём это было одним из его условий), первые 7 туров чемпионата-1994/95 играл в обороне, но потом тренером Игорем Надеиным был отряжён в нападение, по итогам того сезона Аваков стал лучшим бомбардиром чемпионата Украины, забив 21 гол.
Зимой 1996 года перешёл в московское «Торпедо», но до июля не играл: полгода его не могли заявить из-за разногласий по трансферной сумме между клубами. Получал приглашение перейти в «Спартак», однако отказался, объяснив тем, что дал слово пригласившему его в «Торпедо» Валентину Иванову. В следующем году стал нечасто попадать в состав, ездил в Южную Корею «на смотрины» в один из местных клубов, но заключить соглашение не удалось, и летом 1997 года перешёл в ярославский «Шинник», однако следующий сезон вновь начал в составе московского «Торпедо».
Сезон-1999 провёл в нижегородском «Локомотиве» (забил 13 мячей в чемпионате), сезон-2000 — вновь в «Торпедо». В 2001—2002 годах играл за элистинский «Уралан», в первом дивизионе-2001 забил 13 мячей.
Сыграл в трёх матчах Кубка Интертото-1997 и одном — Кубка УЕФА-2000/01.
После завершения карьеры занимался агентской деятельностью. 
В 2015 году работал начальником команды «ТСК-Таврия» (Симферополь).

## Достижения
Командные
- Чемпион Таджикистана: 1992
- Обладатель Кубка Таджикистана: 1992
- Бронзовый призёр чемпионата России: 2000
- Победитель Первого российского дивизиона: 2001
- Серебряный призёр первой лиги Украины: 1992/93

Личные
- Лучший бомбардир чемпионата Украины: 1994/95
- Обладатель приза «Второе дыхание»: 1999[9]